# Saga pedo
Saga pedo é uma espécie de insecto da família Tettigoniidae.
Pode ser encontrada nos seguintes países: Arménia, Áustria, Azerbaijão, Bulgária, China, República Checa, França, Geórgia, Alemanha, Hungria, Itália, Cazaquistão, Quirguistão, Roménia, Rússia, Sérvia, Eslováquia, Espanha, Suíça, Tajiquistão, Turquemenistão, Ucrânia e Uzbequistão.